# Platja de la Llosera
La Platja de la Llosera es troba en el concejo asturià de Valdés i pertany a la localitat de Villar, dins de la Costa Occidental d'Astúries i emmarcada en el Paisatge Protegit de la Costa Occidental d'Astúries.

## Descripció
La platja té forma rectilínia, una longitud d'uns 170 m i una amplària mitjana d'uns 25 m, el jaç és de sorra de gra fosc i grandària gruixuda amb alguns palets i roques que afloren a la superfície. També és coneguda com «La Xousera» o del «Càmping» i està protegida per uns penya-segats molt elevats. El seu entorn és residencial i una perillositat baixa. L'accés per als vianants és d'uns cinc-cents m de longitud des del càmping proper, anomenat de «Los Cantiles», del que són la majoria dels pocs visitants que té aquesta platja. També algun pescador de canya que accedeix per la part occidental que és la menys difícil. Les activitats recomanades són la pesca submarina i la recreativa.
Els nuclis de població més propers són Ḷḷuarca i Villar. La vila marinera de Ḷḷuarca mereix una visita per gaudir de les seves ofertes de diversió i oci així com veure els edificis més notables d'ella.